# Drosophila hyalipennis
Drosophila hyalipennis är en tvåvingeart som beskrevs av Oswald Duda 1927. Drosophila hyalipennis ingår i släktet Drosophila och familjen daggflugor.
Artens utbredningsområde är Peru.